# Cyclosia pieriodes
Cyclosia pieriodes is een vlinder uit de familie van de bloeddrupjes (Zygaenidae). De wetenschappelijke naam van de soort is voor het eerst geldig gepubliceerd in 1862 door Walker. Deze vlinder wordt gevonden in Azië.

## Ondersoorten
- Cyclosia pieriodes pieriodes (Borneo)
- Cyclosia pieriodes subflava Moore, 1879 (Malakka)
- Cyclosia pieriodes sumatraensis Talbot, 1929 (Sumatra)
- Cyclosia pieriodes transitaria Hering, 1922 (Java)